# Rivière à l’Eau Claire
Der Rivière à l’Eau Claire (englisch Clearwater River; wörtlich übersetzt: „Klarwasserfluss“) ist ein Fluss im Westen der Labrador-Halbinsel im nördlichen Québec (Kanada).

## Flusslauf
Er bildet den Abfluss des Sees Lac Wiyâshâkimî (vormals Lac à l’Eau Claire). Er fließt etwa 70 km in westlicher Richtung zum Lac Tasiujaq (vormals Lac Guillaume-Delisle), einer großen Bucht, welche über einen sehr schmalen Auslass mit der Hudson Bay verbunden ist.
Das Einzugsgebiet des Flusses, welches 4766 km² umfasst, liegt weitestgehend innerhalb des Parc national Tursujuq.

## Abflusspegel
- Rivière à l’Eau Claire am Pegel Abfluss aus Lac à l’Eau Claire – hydrographische Daten bei R-ArcticNET
- Rivière à l’Eau Claire am Pegel Mündungsnähe – hydrographische Daten bei R-ArcticNET